# Canton de Séné
Le canton de Séné est une circonscription électorale française du département du Morbihan créée par le décret du 21 février 2014 et entrée en vigueur lors des premières élections départementales suivant la publication du décret.

## Histoire
Un nouveau découpage territorial du Morbihan entre en vigueur à l'occasion des élections départementales de 2015. Il est défini par le décret du 21 février 2014, en application des lois du 17 mai 2013 (loi organique 2013-402 et loi 2013-403). Les conseillers départementaux sont, à compter de ces élections, élus au scrutin majoritaire binominal mixte. Les électeurs de chaque canton élisent au Conseil départemental, nouvelle appellation du Conseil général, deux membres de sexe différent, qui se présentent en binôme de candidats. Les conseillers départementaux sont élus pour 6 ans au scrutin binominal majoritaire à deux tours, l'accès au second tour nécessitant 12,5 % des inscrits au 1er tour. En outre la totalité des conseillers départementaux est renouvelée. Ce nouveau mode de scrutin nécessite un redécoupage des cantons dont le nombre est divisé par deux avec arrondi à l'unité impaire supérieure si ce nombre n'est pas entier impair, assorti de conditions de seuils minimaux. Dans le Morbihan, le nombre de cantons passe ainsi de 42 à 21.
Le nouveau canton de Séné est formé de communes des anciens cantons de Sarzeau (5 communes) et de Vannes-Est (6 communes). Il est entièrement inclus dans l'arrondissement de Vannes. Le bureau centralisateur est situé à Séné.

## Représentation
| Période élective | Période élective | Mandat | Mandat   | Identité          | Nuance | Nuance | Qualité |
| ---------------- | ---------------- | ------ | -------- | ----------------- | ------ | ------ | --- |
| 2015             | 2021             | 2015   | 2021     | David Lappartient |        | LR     | Géomètre-expert Maire de Sarzeau (depuis 2008) Président de la commission finances, ressources humaines et sécurité du conseil départemental Président de la Fédération française de cyclisme (FFC) |
| 2015             | 2021             | 2015   | 2021     | Michèle Nadeau    |        | DVD    | Cadre bancaire retraitée Maire de Surzur (depuis 2014) |
| 2021             | 2028             | 2021   | en cours | Anne Jehanno      |        | DVD    | Professeure de lycée Première adjointe au maire de Theix-Noyalo (depuis 2008) |
| 2021             | 2028             | 2021   | en cours | David Lappartient |        | DVD    | Géomètre-expert Maire de Sarzeau (2008-2021) Président du conseil départemental (depuis 2021) Président de l'Union cycliste internationale (UCI)                                                    |

### Résultats détaillés

#### Élections de mars 2015
À l'issue du 1er tour des élections départementales de 2015, deux binômes sont en ballottage : David Lappartient et Michèle Nadeau (Union de la Droite, 45,09 %) et Alain Layec et Anne Phelippo-Nicolas (DVG, 28,2 %). Le taux de participation est de 55,45 % (17 380 votants sur 31 342 inscrits) contre 52,56 % au niveau départemental et 50,17 % au niveau national.
Au second tour, David Lappartient et Michèle Nadeau (Union de la Droite) sont élus avec 60,77 % des suffrages exprimés et un taux de participation de 51,66 % (9 057 voix pour 16 190 votants et 31 339 inscrits).

#### Élections de juin 2021
Le premier tour des élections départementales de 2021 est marqué par un très faible taux de participation (33,26 % au niveau national). Dans le canton de Séné, ce taux de participation est de 38,87 % (13 228 votants sur 34 033 inscrits) contre 34,81 % au niveau départemental. À l'issue de ce premier tour, deux binômes sont en ballottage : Anne Jehanno et David Lappartient (DVD, 63,7 %) et Isabelle Chabran et Régis Facchinetti (Union à gauche avec des écologistes, 36,3 %).
Le second tour des élections est marqué une nouvelle fois par une abstention massive équivalente au premier tour. Les taux de participation sont de 34,36 % au niveau national, 36 % dans le département et 40,09 % dans le canton de Séné. Anne Jehanno et David Lappartient (DVD) sont élus avec 64,29 % des suffrages exprimés (8 300 voix pour 13 645 votants et 34 035 inscrits),,.

## Composition
Lors du redécoupage de 2014, le canton de Séné comprenait onze communes entières.
À la suite de la fusion des communes de Noyalo et de Theix, le 1er janvier 2016, pour former la commune nouvelle de Theix-Noyalo, le canton comprend 10 communes. Ce changement est acté par un arrêté du 7 novembre 2019.
| Nom                          | Code Insee | Intercommunalité                            | Superficie (km2) | Population (dernière pop. légale) | Densité (hab./km2) | Modifier                                    |
| ---------------------------- | ---------- | ------------------------------------------- | ---------------- | --------------------------------- | ------------------ | ------------------------------------------- |
| Séné (bureau centralisateur) | 56243      | CA Golfe du Morbihan - Vannes Agglomération | 19,94            | 9 265 (2022)                      | 465                | modifier les données · modifier les données |
| Arzon                        | 56005      | CA Golfe du Morbihan - Vannes Agglomération | 8,93             | 2 272 (2022)                      | 254                | modifier les données · modifier les données |
| Le Hézo                      | 56084      | CA Golfe du Morbihan - Vannes Agglomération | 4,89             | 898 (2022)                        | 184                | modifier les données · modifier les données |
| Saint-Armel                  | 56205      | CA Golfe du Morbihan - Vannes Agglomération | 7,95             | 885 (2022)                        | 111                | modifier les données · modifier les données |
| Saint-Gildas-de-Rhuys        | 56214      | CA Golfe du Morbihan - Vannes Agglomération | 15,28            | 1 784 (2022)                      | 117                | modifier les données · modifier les données |
| Sarzeau                      | 56240      | CA Golfe du Morbihan - Vannes Agglomération | 60,23            | 9 068 (2022)                      | 151                | modifier les données · modifier les données |
| Surzur                       | 56248      | CA Golfe du Morbihan - Vannes Agglomération | 57,29            | 5 110 (2022)                      | 89                 | modifier les données · modifier les données |
| Theix-Noyalo                 | 56251      | CA Golfe du Morbihan - Vannes Agglomération | 52,06            | 8 476 (2022)                      | 163                | modifier les données · modifier les données |
| Le Tour-du-Parc              | 56252      | CA Golfe du Morbihan - Vannes Agglomération | 9,30             | 1 259 (2022)                      | 135                | modifier les données · modifier les données |
| La Trinité-Surzur            | 56259      | CA Golfe du Morbihan - Vannes Agglomération | 2,30             | 1 699 (2022)                      | 739                | modifier les données · modifier les données |
| Canton de Séné               | 5618       |                                             | 238,17           | 40 716 (2022)                     | 171                | modifier les données                        |

## Démographie
En 2022, le canton comptait 40 716 habitants, en évolution de +9,63 % par rapport à 2016 (Morbihan : +3,82 %, France hors Mayotte : +2,11 %).
| 2013   | 2018   | 2022   |
| ------ | ------ | ------ |
| 36 451 | 38 284 | 40 716 |